# Johann Melchior Österreich

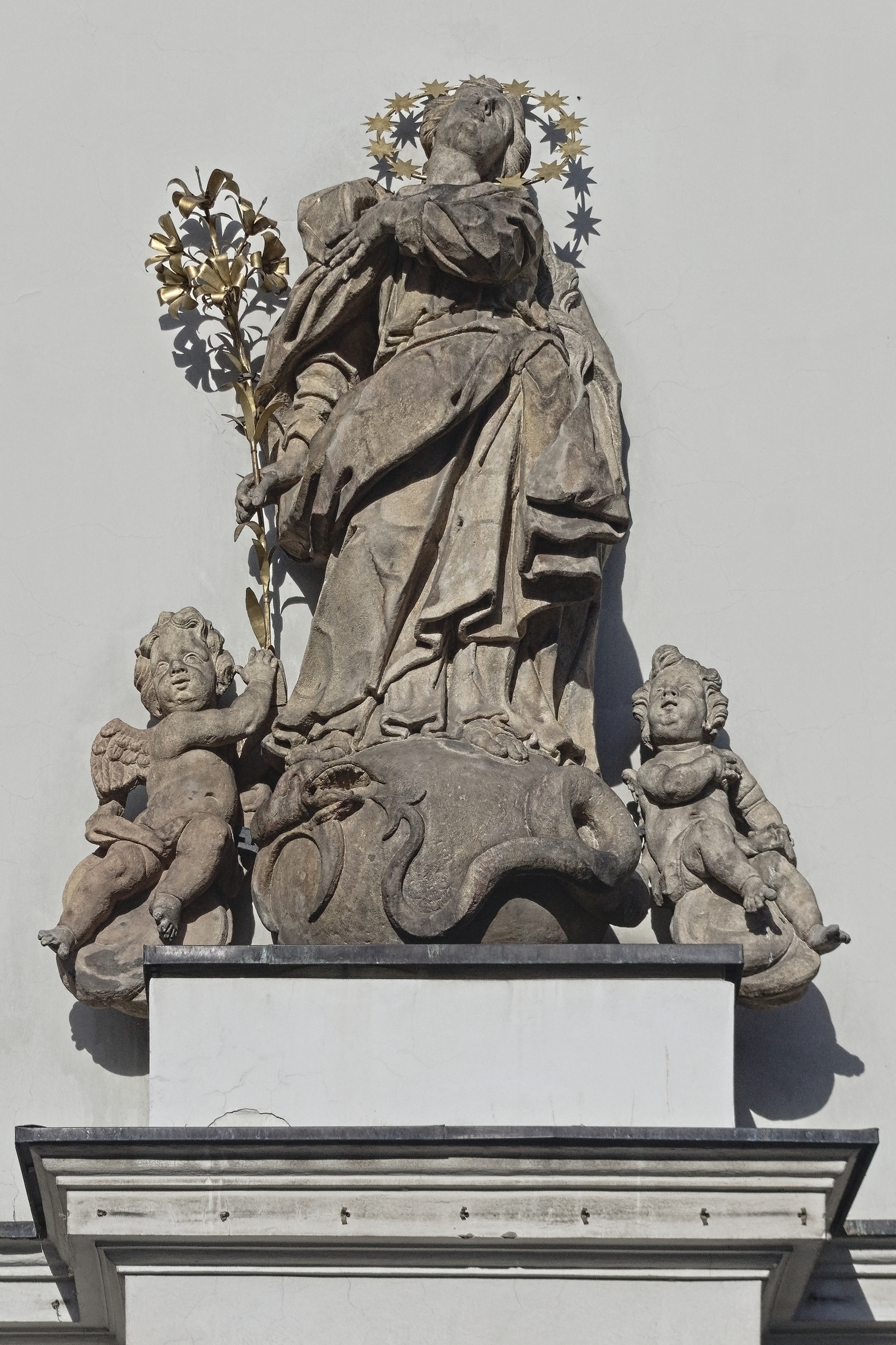
Immaculata na ratuszu w Gliwicach, około 1726

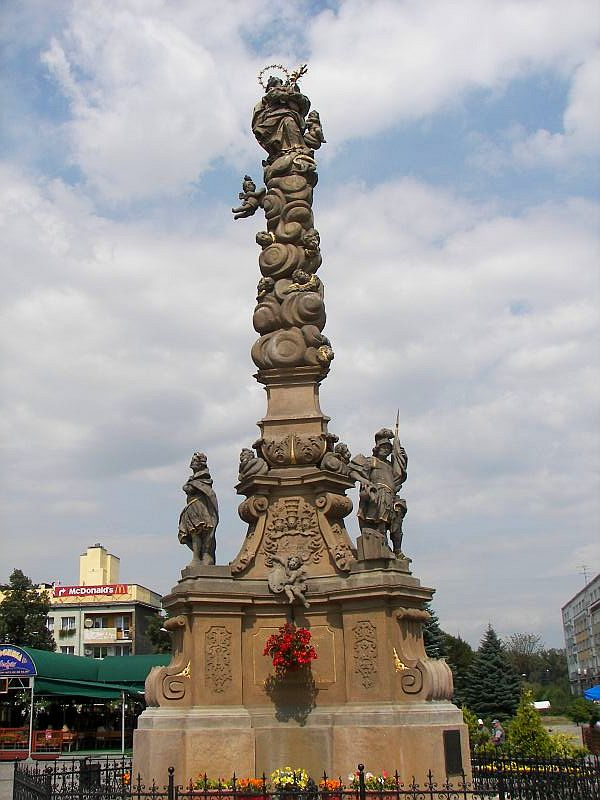
Kolumna Maryjna w Raciborzu – najokazalsze dzieło Johanna Melchiora Österreicha

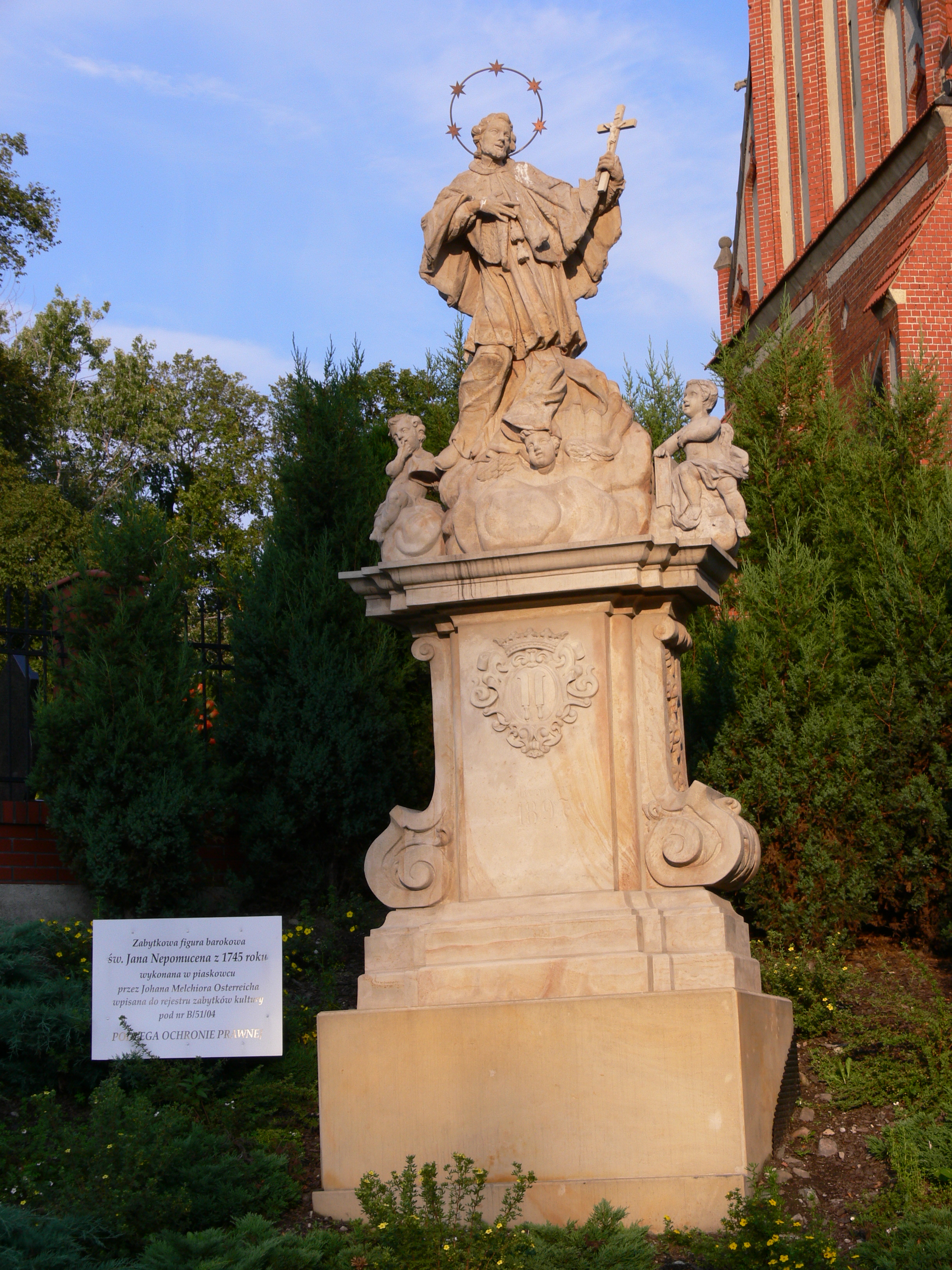
Figura św. Jana Nepomucena przy kościele farnym w Wodzisławiu Ślaskim

Johann Melchior Österreich – rzeźbiarz okresu baroku czynny na Górnym Śląsku w pierwszej połowie XVIII wieku.  

## Życiorys
Nie wiadomo dokładnie, kiedy artysta urodził się ani zmarł. Nie wiadomo także skąd pochodził, ani gdzie dokładnie znajdował się jego warsztat. Jego rzekome austriackie pochodzenie zostało w świetle najnowszych badań (publikowanych od 1999 roku) zakwestionowane. Wykluczono również jego wiedeńskie wykształcenie i wpływ kręgu braci Strudlów na jego twórczość. Pewne są jedynie fakty z jego życia dotyczące pobytu w Raciborzu, pochodzące z miejskiego archiwum oraz parafialnych kronik. Są również ślady jego związków z opactwem cysterskim w Rudach Wielkich ok. 1725 roku, tj. z czasu przed pojawieniem się wzmianek na jego temat w miejskich kronikach. W Raciborzu 12 września 1730 roku ożenił się z Marianną Zangin. W 1731 kupił tam dom, który sprzedał w 1735, a w 1736 kupił nowy. W mieście tym przyszły na świat jego dzieci: Rosalia Innocentia Maria (w 1731 r.), Anna Josepha (w 1735 r.), Anna Josepha II (w 1737 r.), Josepha Eleonora (w 1739 r.) oraz Carolus (w 1743 r.). Po 1743 roku brak jest wzmianek w raciborskich archiwach. Istnieje podstawa do przypuszczeń, że artysta przeniósł się z rodziną do Opawy.
W literaturze przedmiotu (w kręgu historyków sztuki) przyjmuje się, że synem Johanna Melchiora jest Anton Österreich. Brak jednak nadal dokumentów stwierdzających pokrewieństwo obu rzeźbiarzy. Po analizie rzeźb i stylu obu artystów przyjmuje się, że młodszy rzeźbiarz był spadkobiercą warsztatu Johanna.

## Prace

### Prace w kamieniu
- Kolumna Maryjna w Prudniku, 1694[8]
- Dwie rzeźby na fasadzie sanktuarium w Rudach Wielkich: św. Michał Archanioł i św. Florian, 1725[9][10],
- Rzeźba Matki Boskiej typu Immaculata przy ścianie ratusza w Gliwicach ok. 1726 – najstarsza wolnostojąca rzeźba w tym mieście[11],
- Kolumna Maryjna w Raciborzu, 1725–1727[12],
- Figura św. Jana Nepomucena w Rybniku, 1728, warsztat[13],
- Figura św. Jana Nepomucena w Raciborzu-Ostrogu, 1733[14],
- Figura św. Jana Nepomucena w Rudach przy ul. Świętojańskiej, 1734[15][16],
- Figura św. Jana Nepomucena rozdającego jałmużnę w Raciborzu, pl. Długosza, lata 30. XVIII wieku[17],
- Figura św. Józefa z Dzieciątkiem przy kościele parafialnym w Ujeździe, 1744, cokół i putta – warsztat[18],
- Figura św. Jana Nepomucena w Leśnicy, przed 1746[19],
- Figura św. Jana Nepomucena w Siedlcu, 1746[20],
- Figura św. Jana Nepomucena w Kuźni Raciborskiej, 1747, duży udział warsztatu[21],
- Figura św. Jana Nepomucena w Wodzisławiu Śląskim, między 1747 a 1749[22],
- Figura św. Jana Nepomucena w Cierlicku w kraju śląsko-morawskim[potrzebny przypis].

### Prace w drewnie
- Cztery figury wewnątrz pocysterskiego kościoła w Rudach przedstawiające Aarona, Mojżesza, św. Jan Chrzciciela i św. Józefa[b], około 1725 roku, nadnaturalnej wielkości[23],
- Cztery reliefy na belkowaniu kaplicy mariackiej tegoż kościoła, około 1725 – warsztat[24][25],
- Retabulum ołtarzowe znajdujące się obecnie wewnątrz kościoła cmentarnego pw. św. Marii Magdaleny w Rudach, między 1725–1730[26],
- Ołtarz główny w kościele pw. Wszystkich Świętych w Jemielnicy, 1738, warsztat[27],
- Figura św. Jana Nepomucena w kapliczce w Stanicy, początek lat 50. XVIII wieku[28],
- Rzeźba Chrystusa Zmartwychwstałego wykonana dla kościoła w Bojkowie, obecnie w posiadaniu pracowni konserwatorskiej przy gliwickiej kurii diecezjalnej, lata 50. XVIII wieku[29],
- Figura Matki Boskiej Bolesnej w kościele w Żyglinie, ok. 1750, warsztat[30],

## Atrybucjeodrzucone[c][potrzebnyprzypis]
- Kolumna Nawiedzenia w Kietrzu (kamień), 1730[31],
- Grupa rzeźbiarska na wzgórzu między Bluszczowem a Rogowem (kamień) przedstawiająca św. Jana Nepomucena rozdającego jałmużnę[d][potrzebny przypis],
- Rzeźba Ecce Homo (drewno) wykonana dla klasztoru cystersów w Jemielnicy – dzieło Antona, lata 50. XVIII wieku[32],
- Figura św. Floriana sprzed plebanii w Rudach (w kamieniu)[31].